# Kunyanggletscher
Der Kunyanggletscher befindet sich im westlichen Karakorum im pakistanischen Sonderterritorium Gilgit-Baltistan.

## Lage
Der Kunyanggletscher hat eine Länge von 22 km. Er strömt in südlicher Richtung durch den westlichen Teil der Gebirgsgruppe Hispar Muztagh und mündet in den nach Westen strömenden Hispargletscher. Ein vergletscherter Übergang führt zum östlich gelegenen Yazghilgletscher.
Das Einzugsgebiet des Kunyanggletschers wird von folgenden Bergen und Gipfeln eingerahmt: Faroling Chhish (6178 m), Trivor (7577 m), Bularung Sar (7134 m), Distaghil Sar (7885 m), der Südgipfel der Yazghil Domes (7365 m), Kunyang Chhish Nord (7108 m) und Kunyang Chhish (7852 m).